# Мартінсбург (Айова)
Мартінсбург (англ. Martinsburg) — місто (англ. city) в США, в окрузі Кіокак штату Айова. Населення — 110 осіб (2020).

## Географія
Мартінсбург розташований за координатами 41°10′43″ пн. ш. 92°15′7″ зх. д. / 41.17861° пн. ш. 92.25194° зх. д. (41.178666, -92.251918).  За даними Бюро перепису населення США в 2010 році місто мало площу 0,97 км², уся площа — суходіл.

## Демографія
Згідно з переписом 2010 року, у місті мешкало 112 осіб у 47 домогосподарствах у складі 32 родин. Густота населення становила 115 осіб/км².  Було 55 помешкань (57/км²).
Расовий склад населення:
| - 99,1 % — білих - 0,9 % — чорних або афроамериканців |

До двох чи більше рас належало 0,0 %. Частка іспаномовних становила 0,0 % від усіх жителів.
За віковим діапазоном населення розподілялося таким чином: 24,1 % — особи молодші 18 років, 62,5 % — особи у віці 18—64 років, 13,4 % — особи у віці 65 років та старші. Медіана віку мешканця становила 41,8 року. На 100 осіб жіночої статі у місті припадало 103,6 чоловіків;  на 100 жінок у віці від 18 років та старших — 107,3 чоловіків також старших 18 років.
Середній дохід на одне домашнє господарство  становив 61 053 долари США (медіана — 56 458), а середній дохід на одну сім'ю — 60 910 доларів (медіана — 58 750). За межею бідності перебувало 6,1 % осіб, у тому числі 7,3 % дітей у віці до 18 років та 0,0 % осіб у віці 65 років та старших.
Цивільне працевлаштоване населення становило 57 осіб. Основні галузі зайнятості: освіта, охорона здоров'я та соціальна допомога — 24,6 %, сільське господарство, лісництво, риболовля — 15,8 %, роздрібна торгівля — 14,0 %, транспорт — 12,3 %.